# بايماك
بايماك (بالروسية: Баймак) هي إحدى مدن روسيا في الكيان الفدرالي الروسي باشكورتوستان.